# 王智平
王智平（1956年5月—），男，汉族，山东菏泽人，中华人民共和国政治人物，中国共产党党员，第十一届全国政协委员。

## 生平
1974年5月参加工作。1996年3月，任甘肃工业大学党委副书记、副校长；1999年5月任校长。2002年9月，甘肃工业大学改名为兰州理工大学，王智平出任党委书记。2008年，当选第十一届全国政协委员，代表教育界，分入第四十一组。 2012年8月，任甘肃省高校工委书记、甘肃省教育厅党组副书记、副厅长；2015年6月兼任甘肃省教育考试院院长。2016年1月，任政协甘肃省委员会科教文卫体委员会副主任（正厅长级）。